# Charles Morris (boxe anglaise)
Pour les articles homonymes, voir Charles Morris et Morris.
Charles Morris (1879-1959), est un boxeur anglais affilié au Polytechnic Boxing Club de Westminster.

## Carrière
Il remporte aux Jeux olympiques d'été de 1908 à Londres la médaille d'argent dans la catégorie poids plumes. Après une victoire face à son compatriote Edward Adams en quart de finale puis une seconde contre Hugh Roddin, Morris s'incline aux points en finale face à Richard Gunn.

## Palmarès

### Jeux olympiques
- Jeux olympiques d'été de 1908 à Londres[3] (poids plumes)